# Radicalismo in Italia
I termini radicalismo e radicale sono in uso sin dalla fine del XVIII secolo per indicare alcuni partiti che si esprimono in favore o cercano di indurre riforme politiche e cambiamenti dell'ordine sociale "radicali" o senza compromessi.
Il loro significato va in questo senso distinto da quello statunitense, che indica invece i movimenti di estrema sinistra o più recentemente di estrema destra.
Il radicalismo in Italia può riferirsi a varie esperienze politiche, talvolta di differente o opposta collocazione politica.

## Partito Radicale Italiano
Il Partito Radicale Italiano (detto anche Partito dell'Estrema sinistra o Estrema radicale o, più semplicemente, Partito della Democrazia) fu fondato da Agostino Bertani e Felice Cavallotti nel 1877, in opposizione alla cosiddetta Sinistra storica di Depretis.
Di impronta laica e democratica, si rifaceva al filone risorgimentale di area mazziniana-garibaldina. Nel Parlamento del Regno d'Italia, sedeva all'estrema sinistra.
Il programma prevedeva, fra le altre cose, la completa separazione fra Stato e Chiesa cattolica, il superamento del centralismo amministrativo, l'opposizione al nazionalismo, all'imperialismo e al colonialismo, l'abolizione della pena di morte, il suffragio universale per uomini e donne e varie iniziative sociali (istruzione gratuita e obbligatoria, programmi di lavori pubblici per ridurre la disoccupazione, creazione di uno Stato sociale). Nel 1904, il partito divenne ufficialmente il Partito Radicale Italiano.
Fu sciolto nel 1925, in seguito alla soppressione di tutti i partiti politici italiani e all'instaurazione del regime fascista in Italia.

## Partito Radicale

Simbolo del Partito Radicale.

Il Partito Radicale (inizialmente Partito Radicale dei Liberali e Democratici Italiani) nacque nel 1955 da una scissione delle correnti di sinistra del Partito Liberale Italiano. Fra i suoi fondatori, si registrano Leopoldo Piccardi, Mario Pannunzio, Ernesto Rossi, Leo Valiani, Guido Calogero, Giovanni Ferrara, Paolo Ungari, Eugenio Scalfari e Marco Pannella.
Il partito, in una prima fase individuabile fra il 1955 e il 1962, raccoglieva anche esponenti ed idee comuni a varie esperienze politiche, fra cui il movimento partigiano Giustizia e Libertà, il Partito d'Azione e gli intellettuali riconducibili all'area del settimanale Il Mondo. Il suo orientamento era liberale, liberista, libertario, laico e fortemente anticlericale.
Col progressivo ritiro dalla vita politica attiva o con la fuoriuscita dei suoi fondatori più anziani (in parte dovute anche agli scarsi risultati elettorali), il partito attraversò un periodo di mutamento della classe dirigenziale intorno ai primi degli anni sessanta.
Fu in questo contesto che maturò la crescita dei "giovani" del partito, guidati da Marco Pannella. Il movimento accentuò i caratteri anticlericali, antimilitaristi e antiproibizionisti, mutando contemporaneamente il proprio metodo d'azione: non più azioni (dimostratesi inefficaci) di lobbying in Parlamento, ma creazione di una lunga serie di associazioni "tematiche" (Lega degli obiettori di coscienza, Fronte Unitario Omosessuale Rivoluzionario Italiano, Lega italiana per l'abrogazione del Concordato, Coordinamento Radicale Antiproibizionista, Lega per l'istituzione del divorzio, Centro d'informazione sulla sterilizzazione e sull'aborto...), promozione di referendum e iniziative nonviolente.
Durante gli anni ottanta, il partito differenzia ulteriormente le proprie iniziative, introducendo i primi temi ambientalisti con la creazione delle prime liste verdi, allargando il proprio spettro d'azione anche a temi transnazionali ed internazionali (campagne contro gli armamenti nucleari, contro la fame nel mondo, contro la pena di morte) ed estendendo il metodo di azione al ricorso alla giustizia.

### Partito Radicale Transnazionale
Nel 1989, il Partito Radicale decise di mutare il nome in Partito Radicale Transnazionale (PRT) e successivamente (1995) di trasformarsi in organizzazione non governativa. In quello stesso anno, ottenne il riconoscimento di ONG di primo livello presso il Consiglio economico e sociale delle Nazioni Unite (ECOSOC).
Le numerose campagne politiche portate avanti riguardano principalmente la diffusione dei diritti umani nel mondo, in collaborazione con le varie associazioni tematiche che aderiscono al PRT. In particolare, vanno ricordate:
- la campagna, in collaborazione con Nessuno tocchi Caino, per la moratoria universale della pena di morte, successivamente approvata con risoluzione dell'Assemblea generale delle Nazioni Unite il 18 dicembre 2007;[3]
- la campagna, in collaborazione con Non c'è pace senza giustizia, contro le mutilazioni genitali femminili in Africa e in Asia;
- varie iniziative di solidarietà nei confronti di minoranze etniche perseguitate, come i Tibetani, i Montagnard, i Ceceni e gli Uiguri;
- la campagna per l'allargamento dell'Unione europea ad Israele, Turchia e Marocco;
- la trasformazione dell'Unione europea in Stati Uniti d'Europa, sulla falsariga del progetto federalista di Altiero Spinelli e Ernesto Rossi;
- altre iniziative per la laicità, il rispetto dei diritti umani, la libertà di ricerca scientifica e l'antiproibizionismo.

A causa delle sue iniziative, il PRT è stato oggetto di due richieste (entrambe respinte) di sospensione dall'ECOSOC nel 2000 (sostenuta dalla Russia) e nel 2004 (sostenuta dal Vietnam).
A partire dal 2003, il Partito subì un certo rallentamento nell'azione politica, in seguito alle dimissioni del segretario Olivier Dupuis per insanabili contrasti politici con Marco Pannella e al successivo mancato rinnovamento degli organi statutari.
L'impasse fu superata solo nel 2007: seguendo le indicazioni formulate da Marco Pannella, il partito venne denominato come Partito Radicale Nonviolento, Transnazionale e Transpartito (Nonviolent Radical Party, Transnational and Transparty). Sempre in quello stesso anno fu eletto un nuovo Consiglio Generale.
Dopo la morte di Pannella nel 2016 gli iscritti del partito convocarono un congresso straordinario, che stabilisce, come condizione per il proseguimento delle attività del Partito, non solo il completo superamento del debito residuo ma anche l'obiettivo di raggiungere l'iscrizione di almeno 3000 iscritti nell'anno 2017 e nel 2018. In mancanza di queste condizioni il Congresso stabilisce che la Presidenza, senza altre formalità, debba chiudere il Partito. Tale decisione porta allo scontro con alcuni movimenti associati al PRT, componenti della cosiddetta "Galassia radicale": in particolare la corrente dei Radicali Italiani, vicina alla storica leader Emma Bonino, annuncia l'intenzione di proseguire l'attività politica alleandosi con il Partito Democratico all'interno della coalizione di centro-sinistra. Si determina quindi una scissione nel mondo radicale, con ripercussioni anche sul mondo associazionistico radicale (Nessuno tocchi Caino di Sergio d'Elia e l'Associazione Anticlericale rimangono con il PRT, Non c'è pace senza giustizia, l'Associazione Luca Coscioni e l'Associazione Certi Diritti con RI). 

## Movimenti e partiti radicali della "Galassia radicale"

### Lista Pannella

Simbolo della Lista Pannella alle Politiche 1994.

Simbolo della Lista Bonino.

L'Associazione Politica Nazionale Lista Marco Pannella (anche chiamata Lista Marco Pannella - Riformatori o più semplicemente Lista Pannella) nacque il 3 febbraio 1992 per decisione di Marco Pannella, in seguito alla trasformazione del Partito Radicale in Partito Radicale Transnazionale (a cui aderisce come braccio elettorale).
Il movimento elesse sette deputati alle Politiche 1992 e fu determinante per l'elezione di Francesco Rutelli a sindaco di Roma (1993), a cui confermerà il sostegno alle amministrative del 1997.
Alle politiche 1994, fu decisa la candidatura di vari esponenti radicali all'interno del Polo delle Libertà di Silvio Berlusconi. Fu così eletta al Senato la sola Francesca Scopelliti con le insegne della Lista Pannella. Proprio Pannella, dopo 20 anni di presenza in Parlamento, non venne rieletto, battuto da Gianfranco Fini al collegio di Roma.
La decisione di rompere l'alleanza con Berlusconi e di presentarsi al di fuori dei poli alle regionali 1995 determinò l'adesione a Forza Italia di Francesca Scopelliti, Elio Vito, Marco Taradash e Giuseppe Calderisi. I risultati della lista alle Regionali 1995 e alle successive politiche 1996 (dove la lista si presentò col nome di Lista Pannella-Sgarbi, in seguito ad un accordo con il critico d'arte, ricusato da quest'ultimo poco prima della tornata elettorale) furono molto modesti.
Nel 1999, fu deciso il varo della Lista Emma Bonino e il conseguente cambio di logo per dare maggiore risalto alla candidatura di Emma Bonino, sfruttando la sua popolarità derivante dalla sua azione come commissario europeo e dalla campagna "Emma for President", con la quale fu candidata alla Presidenza della Repubblica.
La Lista Bonino ottenne alle europee 1999 l'8,5% dei suffragi (miglior risultato di sempre), eleggendo 7 parlamentari europei e diventando la quarta forza politica del Paese. Alle politiche 2001 però, presentandosi come alternativa ad entrambi i poli col nome di Lista Bonino-Pannella, non confermò l'ottimo risultato di due anni prima, ottenendo solo il 2,2% dei voti.
La percentuale di voti fu confermata alle europee 2004 (eleggendo solo due europarlamentari) e alle europee 2009, dove l'introduzione di uno sbarramento al 4% non permise al partito di accedere alla ripartizione dei seggi.

### Radicali Italiani

Simbolo dei Radicali Italiani.

Radicali Italiani è un movimento politico di orientamento liberale, liberalsocialista, liberista, libertario, laico e antiproibizionista fondato il 14 luglio 2001. Il movimento aderisce al Partito Radicale Transnazionale, del quale si propongono come continuatori in ambito italiano.
Non si è mai presentato direttamente alle elezioni, preferendo candidare propri esponenti attraverso la Lista Emma Bonino. Rimasto al di fuori dei poli fino al 2004, aderì nel 2005 alla coalizione di centro-sinistra de l'Unione attraverso la Rosa nel Pugno (alleanza elettorale con lo SDI), eleggendo complessivamente 18 deputati e nessun senatore. L'accordo portò anche alla nomina di Emma Bonino a Ministro delle politiche comunitarie e del commercio internazionale nel Governo Prodi II.
Sciolta l'alleanza con i socialisti nel 2007, Radicali Italiani scelse di allearsi per le Politiche 2008 con il Partito Democratico, di cui sottoscrissero il programma elettorale e nelle cui liste presentarono i propri candidati. Risultarono eletti 6 deputati (Marco Beltrandi, Rita Bernardini, Maria Antonietta Farina Coscioni, Matteo Mecacci, Maurizio Turco e Elisabetta Zamparutti) e 3 senatori (Emma Bonino, Donatella Poretti e Marco Perduca).
Nel 2016 l'associazione viene espulsa dal Partito Radicale Transnazionale, in seguito allo scontro tra le dirigenze dei due partiti.

#### Lista Luca Coscioni

Simbolo proposto per la Lista Luca Coscioni.

La Lista Luca Coscioni è una lista elettorale dei Radicali Italiani che avrebbe dovuto essere presentata alle Regionali 2005 utilizzando il nome di Luca Coscioni, Presidente del movimento e della omonima Associazione Luca Coscioni.
La scelta di utilizzare il suo nome venne presa in seguito ai referendum parzialmente abrogativi della legge 40/2004, che, seppure invalidati da un fortissimo astensionismo, avevano portato una notevole esposizione mediatica per lo stesso Coscioni e la sua associazione.
Le liste non furono poi presentate a causa della difficoltà nel raccogliere le firme necessarie alla presentazione di liste autonome e all'impossibilità di trovare un accordo politico con uno dei due poli (iniziativa che ha portato molte critiche ai radicali, per quella che è stata considerata un'asta politica al miglior offerente). Si è anche parlato di un "fastidio", provocato proprio dal nome di Luca Coscioni, manifestato dalle componenti cattoliche di entrambi gli schieramenti.
Il fallimento dell'iniziativa porterà i radicali a perseguire altre strade, come quella dell'alleanza con lo SDI.

#### Rosa nel Pugno
La Rosa nel Pugno è stata una formazione politica italiana nata il 17 novembre 2005, sulla base di un progetto di ispirazione radical-socialista siglato tra Socialisti Democratici Italiani, Radicali Italiani, Associazione Luca Coscioni e Federazione dei Giovani Socialisti, con la successiva adesione di personalità indipendenti di orientamento laico-socialista, come Lanfranco Turci, Biagio De Giovanni e Salvatore Buglio.
Il progetto nasceva come federazione fra questi partiti ed associazioni e si presentava come alleanza elettorale alle Politiche 2006, all'interno della coalizione di centro-sinistra denominata L'Unione. La Rosa nel Pugno ha sostenuto una visione molto marcata della laicità dello Stato, ispirandosi esplicitamente ai nomi di Tony Blair, José Luis Rodríguez Zapatero e Loris Fortuna.
L'alleanza ottenne il 2,5%, eleggendo 18 deputati e nessun senatore. Tuttavia, la RnP presentò un ricorso (assieme a Italia dei Valori, Nuovo PSI e Verdi-PdCI) riguardo l'attribuzione contestata di otto seggi al Senato: tali seggi, secondo i ricorrenti, sarebbero stati illegittimamente attribuiti a L'Ulivo (5 seggi), Rifondazione Comunista (2 seggi) e Forza Italia (1 seggio), a causa di un'errata applicazione della soglia di sbarramento regionale, prevista dalla vigente legge elettorale. Il partito maggiormente danneggiato sarebbe stato proprio la Rosa nel Pugno, a cui spettavano 4 seggi.
Il progetto entrò rapidamente in crisi, soprattutto per le differenti modalità di azione politica di socialisti e radicali. Soprattutto i socialisti decisero di dedicarsi principalmente al ricomponimento della cosiddetta "diaspora socialista", pur mantenendo la collaborazione sui temi delle libertà civili con i radicali.
Nel gennaio 2007, fu deciso il ripristino dell'autonomia delle due componenti. Dopo la rifondazione del PSI decisa dalla "Costituente Socialista" guidata dallo SDI, si giunse al definitivo scioglimento della RnP nel dicembre dello stesso anno, con il cambiamento del nome del gruppo parlamentare comune in Socialisti e Radicali-RNP.

#### Lista Amnistia Giustizia Libertà

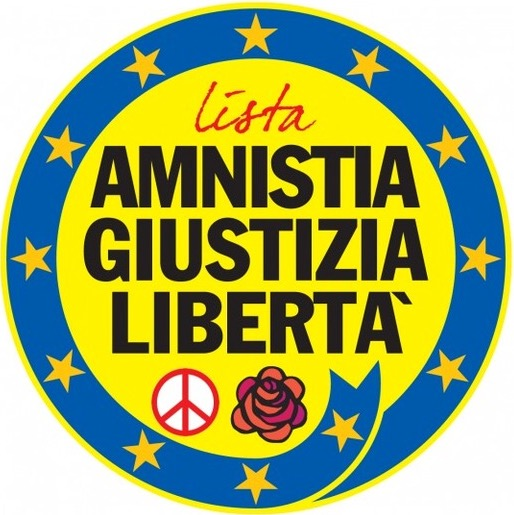
2013, logo della Lista Amnistia Giustizia Libertà

Alle elezioni politiche del 2013 i Radicali, diversamente da quanto successo alle precedenti elezioni nazionali, non si presentano nelle liste del PD e si presentano autonomamente fuori dalla coalizione di centro-sinistra con la Lista Amnistia Giustizia Libertà, denunciando il cattivo stato delle carceri e della giustizia italiana e proponendo come soluzione un'amnistia. La lista ottiene però solo lo 0,19% alla Camera e lo 0,20% al Senato, ben lontano dalla soglia di sbarramento per i partiti non coalizzati e quindi rimanendo fuori dal parlamento.

### Nessuno tocchi Caino

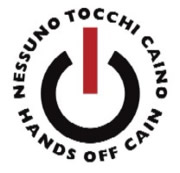
Logo di Nessuno tocchi Caino.

Nessuno tocchi Caino è una ONLUS italiana affiliata al Partito Radicale Transnazionale, il cui scopo è la lotta alla pena di morte e alla tortura. Fu fondata nel 1993 a Bruxelles da Mariateresa Di Lascia e Sergio D'Elia.
Il nome deriva da Genesi 4,15: "L'Eterno gli disse: «Perciò, chiunque ucciderà Caino, egli sarà punito sette volte». E l'Eterno mise un segno su Caino affinché nessuno trovandolo, lo uccidesse."
A partire dal 1998, l'associazione produce ogni anno un Rapporto sulla pena di morte nel mondo, in italiano e inglese, dando conto delle statistiche sulla sua applicazione nel mondo e del numero di Paesi abolizionisti e mantenitori, così come delle proposte di legge avanzate o approvate nei singoli Paesi, delle Convenzioni internazionali in materia firmate o ratificate e delle risoluzioni adottate o proposte nelle organizzazioni internazionali.
Fra le campagne più importanti portate avanti da Nessuno tocchi Caino, risalta l'iniziativa per una moratoria universale della pena di morte. Periodicamente, l'associazione porta avanti singole iniziative di sensibilizzazione e informazione, anche nei riguardi di singoli casi di condanne a morte previste.

### Associazione Luca Coscioni

Logo dell'Associazione Luca Coscioni.

L'Associazione Luca Coscioni per la libertà di ricerca scientifica è un'associazione di promozione sociale italiana affiliata al Partito Radicale Transnazionale, il cui scopo è la promozione della libertà di cura e di ricerca scientifica, ispirandosi alla libertà di scelta individuale, e di misure volte a tutelare i diritti dei malati e dei disabili.
Fu fondata il 20 settembre 2002 da Luca Coscioni, all'epoca docente all'Università degli Studi di Perugia e malato di sclerosi laterale amiotrofica.
Nel 2004, l'Associazione sostenne attivamente la campagna referendaria sui quesiti parzialmente abrogativi della legge 40/2004. I referendum non furono considerati validi poiché non raggiunsero il quorum necessario del 50%+1 dei votanti.
A margine della consultazione referendaria, fu messa in atto un'altra campagna per il riconoscimento del diritto di voto anche ai malati intrasportabili. Di lì a pochi mesi, il Parlamento votò una modifica alla legge elettorale che permette il voto a tutti i malati la cui vita dipende esclusivamente da apparecchiature elettro-medicali.
Nel 2005, sostenne la creazione delle cosiddette "Liste Coscioni" e fu successivamente uno dei quattro soggetti fondatori della Rosa nel Pugno.
Nel dicembre 2006, diede il via ad una campagna per il riconoscimento legale del diritto al rifiuto dell'accanimento terapeutico e per il diritto all'eutanasia. La campagna si articolò nella sensibilizzazione riguardo ai casi di due malati di sclerosi laterale amiotrofica, Piergiorgio Welby e Giovanni Nuvoli.
Fra le altre iniziative, si segnalano le campagne:
- di sostegno della ricerca sulle cellule staminali embrionali;
- per l'introduzione in commercio della Ru486;
- per l'agevolazione alla produzione e all'acquisto di audiolibri per ciechi;
- per l'agevolazione economica all'uso di SMS ed altri mezzi di comunicazione telefonica per i sordi.

A seguito della scissione radicale del 2016 segue la corrente dei Radicali Italiani, rompendo con il PRT.

### Non c'è pace senza giustizia
Non c'è pace senza giustizia (No Peace Without Justice, NPWJ) è un'associazione italiana affiliata al Partito Radicale Transnazionale, il cui scopo è la protezione e la promozione dei diritti umani, della democrazia, dello Stato di diritto e della giustizia internazionale. Fu fondata il 5 maggio 1994 da Emma Bonino.
L'associazione promosse a partire dalla fondazione la creazione di una Corte penale internazionale (International Criminal Court, ICC), volta al perseguimento giuridico dei responsabili di genocidio, crimini contro l'umanità e crimini di guerra. Nel 1997, la campagna fu ufficialmente presentata a Parigi e proseguì con una serie di conferenze internazionali, culminate nella convocazione a Roma (giugno 1998) di una Conferenza diplomatica.
Il 17 luglio 1998, dopo cinque settimane di lavoro, la Conferenza produsse lo Statuto della ICC. Fra il 1999 e il 2002, NPWJ si impegnò nel raggiungimento delle 60 ratifiche necessarie alla entrata in vigore dello Statuto - obbiettivo raggiunto il 1º luglio 2002.
Attualmente, NPWJ porta avanti tre direttive d'azione:
- promozione di riforme democratiche nelle regioni del Medio Oriente e del Nordafrica, attraverso la creazione di un dialogo costruttivo tra Governi, Parlamenti e società civile;
- iniziative per la ratifica e l'effettiva implementazione del Protocollo di Maputo sui diritti delle donne in Africa, in particolare riguardo l'eradicazione delle mutilazioni genitali femminili;
- rafforzamento dell'efficacia della giustizia penale internazionale per la prevenzione, la deterrenza e il perseguimento di genocidi, crimini contro l'umanità e crimini di guerra.

A seguito della scissione radicale del 2016 segue la corrente dei Radicali Italiani, rompendo con il PRT.

### Esperanto Radikala Asocio

Logo dell'Esperanto Radikala Asocio.

La Esperanto Radikala Asocio (Associazione Radicale Esperanto, ERA) è una ONLUS italiana affiliata al Partito Radicale Transnazionale che si occupa di democrazia linguistica e della salvaguardia dei patrimoni linguistici e culturali.
Fondata il 25 aprile 1987 a Roma, è la più antica associazione radicale attualmente in attività (escludendo ovviamente il PRT).
Scopo principale dell'associazione è la promozione dell'esperanto, come mezzo per superare la "discriminazione" esistente fra alcune lingue (come l'inglese o il francese) più "forti" rispetto ad altre, derivante dalla differenza di diffusione delle stesse.

### Associazione Radicale Certi Diritti
L'Associazione Radicale Certi Diritti è un'associazione radicale affiliata al Partito Radicale Transnazionale, che si occupa di promozione e difesa dei diritti civili e per la libertà sessuale delle persone.
In particolare, l'associazione promuove iniziative per la tutela e la valorizzazione dei diritti e delle pari opportunità delle persone, indipendentemente dalla identità di genere o dall'orientamento sessuale, così come iniziative per sostenere le rivendicazioni delle coppie di fatto, anche omosessuali, con particolare riferimento al matrimonio egualitario e alla riforma complessiva del Diritto di Famiglia.
A seguito della scissione radicale del 2016 segue la corrente dei Radicali Italiani, rompendo con il PRT.

### Lega Italiana per il Divorzio Breve
La Lega Italiana per il Divorzio Breve è un'associazione radicale nata il 22 maggio 2007, con lo scopo di introdurre il cosiddetto divorzio breve, ovvero di ridurre il periodo obbligatorio di tre anni fra la separazione giudiziale dei coniugi e il loro divorzio.
Il nome deriva dalla Lega per l'istituzione del divorzio (LID) operante negli anni sessanta e settanta.

### Comitato Radicale per la Giustizia "Piero Calamandrei"
Il Comitato Radicale per la Giustizia "Piero Calamandrei" è una associazione radicale nata il 24 luglio 2009, che si occupa di diritto e giustizia.
Fra gli scopi del Comitato, c'è la promozione di iniziative per la riforma organica della Giustizia italiana ispirata ai criteri costituzionali del "giusto processo", sostenendo anche le battaglie promosse dai movimenti radicali sul fronte della giustizia (separazione delle carriere, riforma del sistema elettorale del CSM, responsabilità civile dei magistrati, riduzione del numero dei magistrati collocati fuori ruolo, rafforzamento del processo accusatorio, depenalizzazione delle fattispecie di reato e potenziamento della legge Gozzini).

### Il Detenuto Ignoto
Associazione radicale con l'intento di affermare e promuovere i diritti dei cittadini detenuti, in attuazione di quanto disposto dall'articolo 27 della Costituzione italiana. Il Detenuto Ignoto in questi anni è stata animatrice di importanti iniziative, attraverso lo studio delle realtà e delle politiche del sistema penitenziario italiano, la consulenza e la produzione legislativa, il coordinamento di comitati, l'organizzazione di seminari, convegni, eventi e manifestazioni.
Fondata dalla Radicale Irene Testa e da Salvatore Ferraro.

### Rientrodolce
Rientrodolce è un'associazione telematica radicale che si occupa di demografia, energia e ambiente. Fu fondata il 20 febbraio 2005 e prende il nome da un'idea lanciata da Marco Pannella riguardo al problema della sovrappopolazione mondiale.
In quella è infatti individuata la causa prima delle crisi umanitaria, ecologica, energetica e alimentare del pianeta. L'associazione si propone di sensibilizzare la società e di esercitare pressione sugli organi politici affinché vengano adottate misure dirette alla riduzione pianificata della popolazione totale del pianeta, portandola a circa 2 miliardi dagli attuali 7.

## Movimenti e partiti radicali non riconducibili al PRT

### Riformatori Liberali
Riformatori Liberali era un movimento politico di orientamento liberale, liberista e radicale fondato nel 2005 da Benedetto Della Vedova, Marco Taradash (ex PR e Forza Italia), Giuseppe Calderisi e Carmelo Palma. Il movimento nacque come scissione dai Radicali Italiani degli esponenti che si opponevano all'accordo con lo SDI che portò alla nascita della Rosa nel Pugno, ponendo le basi ideologiche nel liberismo anziché nel liberalsocialismo, come i Radicali Italiani erano avviati a fare.
Alle Politiche 2006, il movimento decise di presentare propri candidati all'interno di Forza Italia e di presentare proprie liste solo per alcune circoscrizioni del Senato, ottenendo l'elezione di Benedetto Della Vedova alla Camera dei deputati. Il simbolo del movimento era un cerchio giallo, contenente le parole "Riformatori Liberali", la sigla "RL" e l'immagine stilizzata di un salmone, un pesce che risale i corsi d'acqua controcorrente, a sottolineare appunto l'opposizione di RL alla linea politica RI di quegli anni, voluta da Marco Pannella, Emma Bonino e Daniele Capezzone.
L'8 febbraio 2008, viene decisa l'adesione del movimento a Il Popolo della Libertà, decidendo il contestuale scioglimento del movimento. Della Vedova ha, dopo vari cambi, aderito a Scelta Civica come Indipendente, mentre Taradash è divenuto membro di Nuovo Centrodestra. Gli ex RL collaborano tutti al magazine Strade, derivato dall'associazione Libertiamo, anch'essa parte dell'area RL.

### +Europa
In vista delle elezioni politiche del 2018 Forza Europa Radicali Italiani e Centro Democratico presentano la lista +Europa con Emma Bonino, che grazie alla presenza del partito di Bruno Tabacci non necessita di raccogliere firme di sottoscrizione 
Alle elezioni la lista ottiene il 2,6% dei voti, non sufficiente a superare la soglia di sbarramento del 3% prevista dalla legge Rosato per i seggi proporzionali, ma conquista tre seggi uninominali eleggendo quattro parlamentari. Dopo le elezioni +Europa si trasforma in partito politico, con l'elezione di Benedetto Della Vedova come segretario.
In vista delle elezioni europee del 2019, +Europa si allea con Italia in Comune, Partito Socialista Italiano, Partito Repubblicano Italiano e Partito Democratico Europeo. Il partito ottiene 833.443 voti, pari al 3,11% dei suffragi, attestandosi così sotto la soglia di sbarramento del 4% e non eleggendo nessun europarlamentare.
Il 27 settembre 2019 Centro Democratico lascia +Europa, contestando la scelta di votare contro la fiducia al Governo Conte II e di collocarsi all'opposizione.
A luglio 2021 il congresso del partito, convocato in via straordinaria dopo scontri tra i dirigenti che avevano portato alle dimissioni di Della Vedova, riconferma il segretario uscente con il 77% dei voti; contestualmente Riccardo Magi viene eletto presidente con il 60% dei voti.
Nel 2022 +Europa e Azione, che già dal 2020 cooperavano a livello parlamentare, sottoscrivono un accordo federativo.
Alle elezioni politiche del 2022 il partito, presentatosi da solo all'interno della coalizione di centro-sinistra dopo la rottura con Azione,
 ottiene il 2,83% alla Camera e il 2,94% al Senato, mancando nuovamente di poco - come alle precedenti politiche del 2018 - la soglia di sbarramento del 3% prevista dalla legge Rosato per eleggere deputati nei collegi plurinominali. Riesce tuttavia a eleggere alla Camera nell'uninominale Benedetto Della Vedova e Riccardo Magi, mentre Emma Bonino resta esclusa dal Senato.
Dal 24 al 26 febbraio +Europa convoca il terzo Congresso nazionale, in cui il segretario uscente, Benedetto Della Vedova, decide di non ricandidarsi. I due principali sfidanti alla segreteria, Riccardo Magi e Federico Pizzarotti, trovano un'intesa tra le rispettive correnti con Magi che viene eletto segretario, mentre Pizzarotti è eletto presidente.

### Eumans
Nel 2019 Marco Cappato, dopo aver abbandonato +Europa, lancia il movimento paneuropeo Eumans.
Il movimento, insieme all'Associazione Luca Coscioni, ai Radicali Italiani e ad altre organizzazioni, si mobilita in vista della tornata referendaria del 2022 per raccogliere le firme per presentare due quesiti sull'omicidio del consenziente e sulla depenalizzazione della cannabis, che vengono però rigettati dalla Corte Costituzionale.

#### Lista Referendum e Democrazia
In vista delle elezioni politiche del 2022 Eumans e l'Associazione Luca Coscioni lanciano la Lista Referendum e Democrazia. La lista, per la prima volta in Italia, raccoglie le firme di sottoscrizione in formato digitale, metodo già utilizzato per la presentazione dei referendum su legalizzazione della cannabis ed eutanasia; tale iniziativa è però motivo di esclusione della lista stessa in tutte le circoscrizioni.